# Angélica de Froissy
Angélica de Froissy (Philippe Angélique; 16 de noviembre de 1700-Versailles, 15 de octubre de 1785) fue una noble francesa, hija ilegítima del entonces duque Felipe II de Orleans y futuro regente del reino de Francia entre 1715 y 1723. Por su matrimonio en 1718 con Enrique Francisco de Ségur, ostentó el título de condesa de Ségur y fue miembro de la corte de su primo, el rey Luis XV. 

## Biografía
Philippe Angélique nació el 11 de noviembre de 1700, siendo una hija ilegítima que el duque Felipe II de Orleans tuvo con una de sus muchas amantes, Charlotte Desmares (1682-1753), una actriz y sobrina de la también actriz Marie Desmares. Mientras que su medio hermano Juan Felipe fue legitimado por su padre en 1706, no hay evidencia de que Angélica fuera reconocida por este. Sin embargo, Madame du Prat afirmó erróneamente en sus memorias que Angélica fue legitimada el 22 de abril de 1722, el mismo día que Carlos de Saint-Albin, otro hijo ilegítimo del duque de Orleans.
El 12 de septiembre de 1718, en el Château de Maison-Blanche (Gagny), Angélica contrajo matrimonio con Enrique Francisco, conde de Ségur (1689-1751), hijo de Enrique José de Ségur y Claudia Isabel Binet. Apodado le beau Ségur ('el bello Ségur'), su esposo había sido maestre del guardarropa del regente (maître de la garderobe du Régent). La pareja vivía en un hôtel en Passy, París, en una hermosa propiedad de unas cuatro hectáreas, que luego pasó a manos de Louise d'Aumont, duquesa de Valentinois, y que fue renombrada Hôtel de Valentinois en su honor (la propiedad es famosa por haber sido la residencia de Benjamin Franklin cuando era embajador en Francia, durante casi diez años).
Madame de Ségur, tal como era conocida, pertenecía al círculo íntimo de su primo, Luis XV. Se la describe como una mujer «fresca, pálida, bien formada, fuerte e intoxicante».
Murió el 15 de octubre de 1785 en Versailles, y fue enterrada en la iglesia de San Eustaquio.

### Descendencia
Angélica y Enrique tuvieron al menos cinco hijos:
- Felipa Carlota de Ségur (12 de julio de 1719 – París, 12 de julio de 1719)
- Enriqueta Isabel de Ségur (20 de septiembre de 1722 – 1747?), soltera y sin descendencia.
- Felipe Enrique de Ségur (20 de enero de 1724 – 3 de octubre de 1801), marqués de Ségur y convertido en mariscal de Francia en 1783.
- Felipa Angélica de Ségur (20 de enero de 1724 – 20 de enero de 1724), gemela del anterior. Falleció el mismo día de su nacimiento.
- Enriqueta Cesarina de Ségur (1726–1782), casada con Bertrand Gaich, barón de la Crozes y Caballero de la Orden de San Luis.